# Aparecidinha
Aparecidinha é um bairro residencial e industrial da cidade de Sorocaba (São Paulo).
O bairro fica na zona leste da cidade de Sorocaba fazendo divisa com as cidades de Itu, Alumínio e Mairinque e os bairros de: Eden, a norte, Brigadeiro Tobias, a sul, e o Centro da cidade que fica a oeste e dista 14 km.
O bairro tem cerca de 15 mil habitantes tem uma área média com cerca de 10 km quadrados, possui duas escolas estaduais que são as escolas: Marco Antonio Mencacci e Accacio de Vasconcellos de Camargo e várias empresas ao seu redor; tem como avenidas principais a Avenida 3 de Março e a Avenida Jerome Case, ao lado passa a rodovia José Ermírio de Moraes (Castelinho) que vai de Sorocaba a Itu.
A Aparecidinha cresceu muito ao longo dos anos com loteamentos e bairros anexos como o Jardim Josane,Villa Amato, Jardim Monteiro, Topázio, Jardim das Flores, Residencial Nikkey, Mato Dentro, Bom Jardim, Serrinha, Cristal e Condomínios fechados: Recanto dos Aromas, Villa Alegro, Village Amato, Residencial Milano e Clube dos 50.

## História e a imagem da santa
O bairro surgiu da formação de um arraial ao longo do córrego Piragibú. A atual Aparecidinha, na época era Piragibú do Meio O bairro era passagem de tropeiros que viajavam para o sul do país.
A imagem da Santa foi trazida e deixada em 1782 por esses tropeiros que iam para o sul comercializar seus muares.
A primeira imagem – diz a lenda – que foi feita por um índio e era de barro.
Primeiramente essa imagem foi deixada num nicho sobre uma pequena árvore que ficava nas imediações do atual cemitério (onde tudo começou e onde está o Novo Santuário).
Todos os tropeiros que por ali passavam, faziam suas orações (pedidos e agradecimentos) a Nossa Senhora para suas viagens.
A vila passou, a partir de então, a chamar-se Aparecidinha.

## Igreja
Católica - Foi construída em 1785 quando o português guarda-mor Antonio José da Silva mudou-se de Lorena (MG) para Sorocaba, fixando residência no bairro do Pirajibú do Meio e trouxe consigo uma imagem em madeira de Nossa Senhora Aparecida. Assim que chegou mandou construir uma capela em homenagem a santa. Esta foi a segunda igreja dedicada a Nossa Senhora Aparecida (a primeira foi a da cidade de Aparecida,SP). Nas imediações da Igreja havia um chafariz colocado em 1886 num largo (hoje nomeado Largo Antonio José da Silva) e havia também várias casas construídas por escravos da época.
No Bairro também existem outros templos religiosos como: a Congregação Cristã, a Assembleia de Deus e a Testemunha de Jeová.

## Romaria
As construções prediais em taipa são as atrações deste bairro histórico, distante 14 km de Sorocaba. Duas vezes ao ano são realizadas as Romarias de Aparecidinha, de tradição bicentenária, onde a imagem da Santa segue da Catedral Metropolitana de Sorocaba à Igreja da Aparecidinha no segundo domingo de julho, e retorna à Catedral em 1° de janeiro. Estes eventos reúnem milhares de fiéis que percorrem a pé os 14 km, acompanhando a Santa, em ação de graças e cumprindo promessas.
Contasse pelo antigos moradores que a Romaria de Aparecida (nome oficial do bairro) teve seu início durante uma epidemia de febre amarela que dizimou grande parte da população de Sorocaba e região durante tempos passados. A quantidade de pessoas que faleciam era tão grande a ponto das autoridades locais ficarem preocupados, já que de cada 100 habitantes; oitenta e nove se encontravam contaminados e logo faleciam. Vendo que os moradores da região de Aparecida não faleciam e nem mesmo ficavam doentes; os religiosos manifestaram sua fé na imagem de Nossa Senhora que lá estava (pois um pouco antes do início da epidemia, a imagem foi levada do Bairro e colocada na catedral da cidade, sem a aprovação dos devotos locais) Sendo assim, pela fé, os devotos que frequentavam a catedral passaram a acreditar que a epidemia que se instalava na cidade tinha uma motivação "A santa não teria aprovado sua retirada da capela que leva seu nome". Não tendo mais outra alternativa o Monsenhor João Soares do Amaral, em sua fé, fez a seguinte promessa "que levaria todos os anos a imagem de Nossa Senhora a capela e depois em todo o primeiro do ano a traria de volta a catedral metropolitana) e assim foi feito, após a realização do ato; o monsenhor foi o ultimo a morrer vítima desta epidemia, nas escadas da catedral metropolitana.

## Criminalidade
O bairro já foi bastante conhecido como um bairro de elevada taxa de criminalidade. Mas hoje devido seu crescimento com os novos bairros ao redor, como Jd. Topázio, Jd. das Flores e Vila Amatto está tendo mais atenção nessa parte, então com os rondas particulares, ronda escolar e policial, se houve pouco caso de acontecimentos de crimes no bairro e na redondeza.

## Monumentos
- Capela de Aparecidinha (o segundo santuário mais antigo do mundo dedicado a  Nossa Senhora Aparecida).
- Casarão de Aparecidinha (A construção mais antiga do bairro)
- Novo Santuário de Aparecidinha (construído pela carência de espaço dos fiéis no Antigo Santuário).

## Esporte
O bairro conta com seis times de futebol amador e uma escola de futebol.
- Josane Esporte Clube - ( Marcado pela forte presença de sua torcida nos jogos), já tendo sido campeão da Taça Baltazar Fernandez .
- Associação Atlética Aparecidinha (O mais antigo e popular time do bairro)
- Sporting Clube Aparecidinha (Um dos mais populares times de Sorocaba, e o primeiro campeão da taça palácio dos tropeiros,no bairro Aparecidinha e região. )
- Tubarão Barbudo Futebol Clube
- Centro de Formação de Atletas Casa Verde ( Este possui uma escola de futebol das mais vitoriosas da região de Sorocaba  e responsável pelo primeiro  título do bairro na Taça Baltazar Fernandes; equivalente a 3º Divisão do Campeonato Amador de Sorocaba)
- clube Atlético Vila Amato - time formado por jovens, que vieram da base do Casa Verde .

A Escola Estadual Professor Marco Antonio Mencacci, tem uma das melhores equipes de futsal escolar da cidade de Sorocaba.

## Infraestrutura
O bairro ainda sofre com problemas de infraestrutura comparado aos demais bairros, destacam-se o esgoto a céu aberto em algumas áreas e os problemas de saúde. O bairro possui uma UBS que não funciona 24 horas e frequentemente faltam médicos. A educação do bairro melhorou com a construção de uma creche no Jd. Josane. O bairro também conta com uma baixa taxa de comercialização; como exemplo podemos citar a falta de bancos, cartórios, entre outros. Recentemente foi construída uma Casa Lotérica e um posto de gasolina no bairro.

### Educação
No bairro existem duas escolas estaduais, uma escola municipal e cinco Centros de Educação Infantil (CEI).
- Escola Estadual Professor Marco Antonio Mencacci (Jd. Josane)
- Escola Estadual Professor Accácio de Vasconcellos Camargo (Aparecidinha)
- Escola Municipal Ronaldo Campos de Arruda (Nova Aparecidinha)
- CEI 10 “Eglantina Rocco Perli” (Aparecidinha)
- CEI 72 "Sueli Gazzolli Campos Profª" (Aparecidinha)
- CEI 88 “Profª Vera Aparecida Guariglia dos Santos” (Jd. Josane)
- CEI 104 “Prefeito José Crespo Gonzales” (Morada das Flores)
- CEI 113 (vinculado ao CEI 10) (Nova Aparecidinha)

### Transportes
Área de Transferência
Desde agosto de 2021 o bairro conta com a Área de Transferência Aparecidinha, também chamada de "mini-terminal", localizada na rua do Terço em frente a praça Professor João Oscar Mascarenhas.

O sistema da Área de Transferência (AT) é composto por linhas troncais, linhas alimentadoras e outras linhas que se integram nas estações de transferência. Os usuários que possuem o Cartão de Ônibus Municipal podem utilizar a integração temporal para usar o sistema mais 3 vezes, dentro de um período de 2 horas desde o pagamento da primeira passagem.

Atualmente o bairro conta com 1 linha de troncal que faz a ligação entre a Área de Transferência Aparecidinha e o Terminal Santo Antônio, pela rodovia José Ermírio de Moraes e avenida Dom Aguirre:
- T 48 Expresso Aparecidinha

Além de 5 linhas alimentadoras que fazem a ligação dos bairros com a Área de Transferência:
- A 33 Mato Dentro
- A 48/1 Nikkey/Presídio
- A 48/2 Amato/Monteiro
- A 48/3 AT Éden/AT Aparecidinha
- A 48/4 Bella Flora/Nikkey

E outras linhas urbanas que passam pela AT Aparecidinha :
- 07 MT Aparecidinha  Via Três De Março Sai do Terminal São Paulo e tem ponto final no Mini Terminal Aparecidinha

- 34 Aparecidinha via Terra Sai do Terminal São Paulo passa por varias estradas rurais passa pelo bairro vai até o presidio e retorna ao bairro onde fica seu ponto final.

- 38 Aparecidinha via Eden Que sai do Terminal Santo Antonio passa pela Zona Industrial depois pelo Éden passa nas Avenidas Conde Zeppelin e Jerome Case, tem ponto final na AT Aparecidinha.

- 304 Interbairros Aparecidinha-Brigadeiro Tobias  Sai da Aparecidinha, passa no Bairro do 25, até chegar na AT Brigadeiro.

### Saúde
Há uma única Unidade Básica de Saúde em funcionamento no bairro, localizada na rua Joaquim Machado nº 62. No entanto, no programa Participa Sorocaba de 2019 a proposta de uma segunda UBS para Aparecidinha ganhou o orçamento de R$ 5 milhões para a nova construção

### Lazer
Atualmente, a praça entre a rua do Terço  e a rua Quinzinho de Moraes conta com arborização e academia ao ar livre, na mesma região há um campo de futebol. Existe outros dois campinhos de futebol no bairro, na Vila Amato e no Residencial Nikkey, neste também há um parquinho infantil.
No programa Participa Sorocaba 2019 a proposta de um complexo esportivo foi contemplado com o orçamento de R$ 2 milhões e já teve início a elaboração do projeto

## Clima
O bairro fica sob o Trópico de Capricórnio, no inverno a temperatura média durante a noite vária de 7 a 10 graus, sendo portanto, uma das temperaturas mais baixas de Sorocaba.

## Presídio
Localizado na Av. Dr. Antonio de Souza Neto a P2 de Sorocaba, também conhecida como Presídio de Aparecidinha, é a maior penitenciária da região. Também no mesmo endereço se localiza a Fundação Casa de Sorocaba (FEBEM) e o CDP (Centro de Detenção Provisória) de Sorocaba.